# Sumbat I.
Sumbat I. war 923 bis 958 König und Kuropalates von Georgien.
Der jüngste Sumbat wurde nach den beiden älteren Brüdern König und Kuropalates. Guguschwili lässt auf David II. sofort den Sohn Sumbats I., Bagrat II. den Dummen als König folgen (937–994). Aber eine Inschrift in der von ihm gestifteten Kirche zu Dolisqana spricht von „Sumbat unser König“. In älteren Chroniken regierte Sumbat als König von 923 bis 958 und David II. und/oder der später regierende David III. der Große Kuropalates (961–1000) wurden ausgelassen. Deshalb gibt es die unterschiedlichsten Zählweisen für die Könige des Namens David. So kann man David den Erbauer (1089–1125) mal als David II., David III. oder David IV. in der Literatur finden, wobei die letztere die gebräuchlichste ist. Sumbat wurde im iberischen Kloster auf dem Berge Athos beigesetzt.